# Amblyseius pseudorientalis
Amblyseius pseudorientalis är en spindeldjursart som beskrevs av Chinniah och Mohanasundaran 200. Amblyseius pseudorientalis ingår i släktet Amblyseius och familjen Phytoseiidae. Inga underarter finns listade i Catalogue of Life.